# Gjin Bua Spata

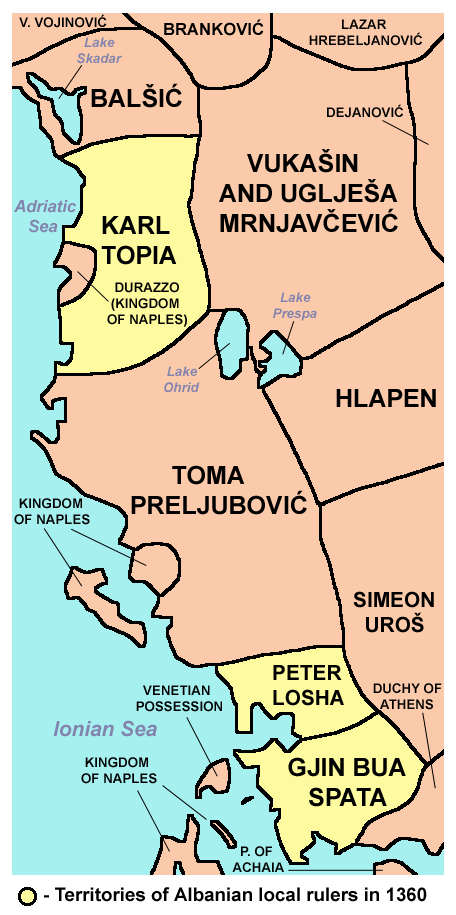

Gjin Bua Spata (zm. 1399) – despotes południowego Epiru w latach 1359 – 1399
Gjin Bua Spata, najpotężniejszy z arystokratów albańskich w Epirze, otrzymał w 1359 roku z rąk władającego w tym czasie Tesalią Symeona Siniszy, południową część Epiru wraz z tytułem despotesa. Rządził swoim państwem z Arty. W 1374 roku po spacyfikowaniu albańskich arystokratów i umocnieniu swej władzy Gjin Bua Spata podjął próbę podporządkowania sobie północnego Epiru rządzonego przez Tomasza Preljubowicza, jednak bez powodzenia.